# The Exorcist III
The Exorcist III és una pel·lícula de terror psicològica estatunidenca del 1990 escrita i dirigida per William Peter Blatty. És la tercera entrega de la sèrie The Exorcist, una adaptació de la novel·la «Exorcista» de Blatty, Legion (1983), i l'última entrega de la "Trilogia de la fe" de Blatty. És protagonitzada per George C. Scott, Brad Dourif, Ed Flanders, Jason Miller, Scott Wilson i Nicol Williamson.
The Exorcist III està ambientat quinze anys després de la pel·lícula original, ignorant els esdeveniments de L'exorcista 2: L'heretge (1977). Tot i que la pel·lícula original es va produir inicialment el 1973, l'any de la seva estrena, l'any en què Karras va morir en aquesta pel·lícula apareix com el 1975 a la seva làpida, situant els esdeveniments de la pel·lícula original el 1975. Segueix un personatge de la primera pel·lícula, el tinent William F. Kinderman, que investiga una sèrie d'assassinats demoníacs a Georgetown que tenen els distintius del Gemini, un assassí en sèrie mort. Blatty va basar els aspectes del Gemini Killer a l'assassí Zodíac de la vida real, un dels diversos assassins en sèrie que van gaudir de l'Exorcista original.
Blatty, que va escriure la novel·la original L'exorcista el 1971 (i el guió de la seva adaptació cinematogràfica de 1973, va concebre The Exorcist III amb el director William Friedkin adjuntat a la direcció. Quan Friedkin va deixar el projecte, Blatty va adaptar el guió a una novel·la més venuda, Legion (1983); Morgan Creek Productions va comprar els drets de la pel·lícula, amb Blatty com a director. Per a frustració de Blatty, Morgan Creek va exigir grans canvis d'última hora, inclosa l'addició d'una seqüència d'exorcisme per al clímax. Tot i que algunes de les imatges originals semblen perdudes definitivament, Scream Factory va publicar un "tall del director" més proper a la visió de Blatty a 2016, amb imatges reunides de diverses fonts.
Després del fracàs crític i comercial de L'exorcista 2: L'heretge, The Exorcist III va rebre crítiques contradictòries i va obtenir modestos rendiments a taquilla.

## Argument
El 1990, quinze anys després de l'exorcisme de Regan MacNeil el 1975, el pare Dyer i el tinent William F. Kinderman recorden el pare Damien Karras. La nit següent, es produeix un incident en una església que indica la presència d'una entitat sobrenatural malvada, que fa que un crucifix obrí els ulls. La següent escena segueix amb la perspectiva d'un home que camina pels carrers parlant d'un somni de "caure per una llarga escalinata", cosa que suggereix que algú està cometent assassinats relacionats amb la mort de Karras.
L'endemà al matí, Kinderman rep una trucada sobre la trobada del cos de Thomas Kintry, un jove afroamericà. Les empremtes dactilars a l'escena del crim no coincideixen, cosa que indica que una persona diferent era responsable de cada assassinat. Kinderman revela al personal de l'hospital que els assassinats s'ajusten al modus operandi de James Venamun, o "The Gemini Killer", un assassí en sèrie que va ser executat quinze anys abans.
Kinderman visita el cap d'una sala de psiquiatria, el Dr. Temple, que relata la història d'un dels seus pacients. El pacient va ser trobat vagant sense rumb quinze anys abans amb amnèsia. Va ser tancat, catatònic fins que es va tornar violent i va afirmar que era l'assassí Gemini. Kinderman veu que el pacient és el seu vell amic Damien Karras. La forma de Karras sembla canviar breument a la del Gemini Killer. Expressa desconeixement de Karras, però presumeix d'haver matat el pare Dyer.
Aquella nit, una infermera és assassinada i el Dr. Temple se suïcida. Kinderman torna a veure en Karras, que una vegada més es transforma en Gemini Killer. El Gemini explica que està sent ajudat per un "Mestre" - la mateixa entitat que abans havia posseït Regan MacNeil. El "Mestre" estava furiós per ser exorcitzat per Karras, i està exigint la seva venjança utilitzant el cos de Karras com a conducte perquè Gemini continuï amb la seva matança. Cada vespre, l'ànima de Gemini abandona el cos de Karras i posseeix els altres pacients en altres llocs de l'hospital, utilitzant-los per cometre els assassinats. Gemini també revela que havia obligat el Dr. Temple a portar-li Kinderman.
Gemini posseeix una dona gran i intenta assassinar Kinderman i la seva família a casa seva, però l'atac s'acaba bruscament quan el pare Paul Morning arriba a l'hospital i comença a fer un exorcisme a Karras. El "Mestre" intervé, prenent el cos de Karras, i Morning queda severament mutilat. Kinderman torna a l'hospital i intenta eutanasiar Karras. Aleshores, el posseït Karras turmenta i intenta matar Kinderman. Morning aconsegueix recuperar la consciència i li diu a Karras que lluiti. Karras recupera breument el seu lliure albir i crida a Kinderman que li dispari, matant Karras i alliberant-lo tant dels Bessons com del seu "Mestre". Més tard, Kinderman mira el funeral de Karras. L'any de la mort de Karras apareix com el 1975 a la seva làpida.

## Repartiment
- George C. Scott com el tinent William F. Kinderman
- Ed Flanders com el Pare Joseph Dyer
- Jason Miller com a pacient X / Damien Karras
- Scott Wilson com el Dr. Temple
- Brad Dourif com a James Venamun / The "Gemini Killer"
- Big L. Bush com el sergent Mel Atkins
- Nicol Williamson com el pare Paul Morning
- Nancy Fish com a infermera Emily Allerton
- Tracy Thorne com a infermera Amy Keating
- Barbara Baxley com a Shirley
- Harry Carey Jr. com el pare Tom Kanavan
- George DiCenzo com el Dr. Alan Stedman
- Tyra Ferrell com a infermera Blaine
- Lois Foraker com a infermera Merrin
- Don Gordon com a Ryan
- Mary Jackson com a la Sra. Clelia
- Zohra Lampert com a Mary Kinderman
- Ken Lerner com el Dr. Freedman
- Viveca Lindfors com a infermera X
- Lee Richardson com el Pare Riley
- Kevin Corrigan com Altar Boy
- Demetrios Pappageorge com a Casperelli
- Jodi Long com a dona dels somnis
- Samuel L. Jackson com a Blind Dream Man
- Amelia Campbell com a Dream Girl
- VS. Everett Koop com ell mateix
- Larry King com ell mateix
- Patrick Ewing com l'àngel de la mort
- Teresa Wright com a penitent
- Fabio com a Àngel
- Colleen Dewhurst com a La veu de Pazuzu
- The Lennon Sisters com àngels

## Producció

### Desenvolupament
William Peter Blatty, que va escriure la novel·la The Exorcist i el guió de la seva adaptació cinematogràfica, inicialment no tenia cap desig d'escriure una seqüela. No obstant això, finalment se li va ocórrer una història titulada Legion, amb el tinent Kinderman, un personatge destacat de la novel·la original Exorcist (tot i que va tenir un paper menor en l'eventual pel·lícula), com a protagonista. Blatty va concebre Legion com un llargmetratge amb William Friedkin, director de The Exorcist, adjunt a la direcció. Malgrat el fracàs crític i comercial de la seqüela anterior, Warner Bros. estava disposat a continuar amb els plans de Blatty i Friedkin per a una altra pel·lícula Exorcist. Blatty va dir que "tothom volia Exorcist III... Jo no havia escrit el guió, però tenia la història al cap... i a Billy [Friedkin] li va encantar". Friedkin, però, aviat va abandonar el projecte a causa d'opinions contradictòries entre ell i Blatty sobre la pel·lícula.
El projecte va entrar a l'infern del desenvolupament, i Blatty va escriure Legion com a novel·la, publicada el 1983. Va ser un èxit de vendes. Aleshores Blatty en va decidir convertir el llibre de nou en un guió. Les companyies cinematogràfiques Morgan Creek i Carolco van voler fer la pel·lícula; Blatty es va decidir per Morgan Creek després que Carolco va suggerir la idea d'una Regan MacNeil gran que donava a llum bessons posseïts. Blatty va oferir responsabilitats de direcció a John Carpenter, a qui li va agradar el seu guió; no obstant això, Carpenter es va retirar quan va quedar clar que Blatty volia dirigir la pel·lícula ell mateix i també per diferències creatives pel que fa al final de la pel·lícula. Malgrat això, es van mantenir amics. D'acord amb les estipulacions del seu tracte amb Morgan Creek, Blatty havia de dirigir la pel·lícula ell mateix, i s'havia de rodar a Georgetown.

### Repartiment
El paper central del tinent Kinderman va haver de ser reformulat, ja que Lee J. Cobb, que va interpretar el paper a The Exorcist, havia mort el 1976. El guanyador de l'Oscar George C. Scott es va inscriure al paper, impressionat pel guió de Blatty: "És una pel·lícula de terror i molt més... És un veritable drama, elaborat de manera complexa, amb personatges interessants poc convencionals... i això és el que la fa realment aterridora".
Alguns membres del repartiment de la pel·lícula anterior de Blatty The Ninth Configuration (1980) apareixen a The Exorcist III: Jason Miller, repetint el paper del pare Damien. Karras de L'exorcista (publicat només com a "Pacient X" als crèdits finals); Ed Flanders, assumint el paper de pare Dyer (anteriorment interpretat per William O'Malley); Nicol Williamson i Scott Wilson.
També hi ha aparicions cameos dels jugadors de bàsquet Patrick Ewing, John Thompson, el model Fabio, ex-cirurgià general C . Everett Koop, presentador de televisió Larry King, i una primera aparició de Samuel L. Jackson en una seqüència de somnis.
Zohra Lampert, que interpreta l'esposa de Kinderman, és recordada pel seu paper principal en una altra pel·lícula de terror, Let's Scare Jessica to Death de 1971.

### Rodatge
Amb un pressupost d'11 milions de dòlars, el títol provisional Exorcist: Legion es va rodar a Georgetown durant vuit setmanes a mitjans de 1989. El rodatge interior addicional va tenir lloc als DEG Studios a Wilmington, Carolina del Nord. Blatty va completar la fotografia principal de la pel·lícula a temps, i només una mica més enllà del pressupost. Tanmateix, quatre mesos més tard, Morgan Creek va informar a Blatty que s'havia de rodar un nou final. Blatty va dir que "James Robinson, el propietari de l'empresa, el seu secretari li havia insistit que això no té res a veure amb The Exorcist. Hi havia d'haver un exorcisme". 20th Century Fox va invertir 4 milions de dòlars addicionals en postproducció per filmar una seqüència d'exorcisme carregada d'efectes amb Nicol Williamson com a Father Morning, un personatge afegit només per al nou clímax. . Blatty va haver d'aprofitar-ho al màxim en la narració mentre corria per completar la pel·lícula. Blatty va confirmar que quan el posseït Karras parla amb una veu asexual, dient: "He de salvar el meu fill, Gemini", que aquest és, de fet, un Pazuzu retornat o, com va dir Blatty, "Old Scratch mateix" prenent el control. Això es relaciona amb la revelació anterior a la pel·lícula que el Gemini va ser enviat al cos de Karras com a venjança per l'exorcisme de Regan MacNeil. La veu alterada en el clímax és deliberadament similar a la de Mercedes McCambridge, que va fer la veu no acreditada del dimoni a L'exorcista, i el paper està assajat a L'exorcista III per Colleen Dewhurst, que no estava acreditada (l'actriu Dewhurst es va casar dues vegades amb l'actor George C. Scott i es va divorciar dues vegades).
Una escena que falta al clímax refilmat, però que apareix al tràiler, mostra a Karras/el Gemini "formant-se" a través d'una varietat de cares. Es va deixar fora de la pel·lícula perquè Blatty no estava content amb el treball dels efectes especials.
Sobre l'escena climàtica de l'exorcisme, Blatty va dir més tard: "Està bé, però és totalment innecessari i canvia el caràcter de la peça". Tot i que en aquell moment, Blatty va dir a la premsa que era feliç de tornar a rodar el final de la pel·lícula i tenir el clímax de la història amb un frenesí d'efectes especials, pel que sembla, aquest compromís es va obligar a Blatty contra els seus desitjos:
| « | La història original que vaig vendre [Morgan Creek] (i que vaig rodar) va acabar amb Kinderman fent volar el pacient X. No hi va haver exorcisme. Però va ser un confrontament mexicà entre jo i l'estudi. Tenia dret a una vista prèvia, després podien anar i fer el que volguessin amb la imatge. Em van donar una vista prèvia, però va ser el públic de previsualització més baix que he vist mai a la meva vida. Van arrossegar zombis d'Haití per veure aquesta pel·lícula. Va ser increïble. Però vaig decidir, que ho faria millor que ningú. Vaig pensar tontament: puc fer un bon exorcisme, convertiré l'orella de porc en un pur de seda. Així que ho vaig fer. | » |

Treballant a la pel·lícula, Brad Dourif va recordar: "Tots ens vam sentir molt malament per això. Però Blatty va intentar fer el possible en circumstàncies molt difícils. I recordo que George C. Scott va dir que la gent només estaria satisfeta si Madonna sortís i contés una cançó al final!" Dourif considera que "la versió original era molt més pura i em va agradar molt més. Tal com està ara, és una pel·lícula mediocre. Hi ha parts que no tenen dret a ser-hi".
El final d'estil d'execució que Blatty va presentar a l'estudi -que estava al guió del rodatge i que realment es va filmar- difereix radicalment del final tant de la novel·la com de la primera adaptació del guió desenvolupada a partir de la novel·la. La novel·la acaba amb l'assassí Gemini convocant Kinderman a la seva cel·la per a un discurs final i després morint de bon grat després que el seu pare alcohòlic i abusiu, un evangelista cristià, mori de mort natural per un atac de cor. Com que el seu motiu de l'assassinat sempre va ser avergonyir al seu pare, el propòsit de Gemini de romandre a la Terra ja no existeix i mata Karras per abandonar el seu cos amfitrió. A l'adaptació del guió original de Blatty, el final és semblant a la novel·la, excepte que la mort de Gemini no és autoinduïda sinó forçada de manera sobrenatural i sobtada per la mort del seu pare. Tant a la novel·la com al primer guió, els motius dels assassinats de Gemini també es donen més context a través d'una llarga sèrie de flashbacks que retraten la seva infància i la del seu germà i la seva relació amb el seu pare.

## Estrena
The Exorcist III es va estrenar per primera vegada l'octubre de 1989 al mercat europeu de cinema MIFED i després es va estrenar a 1.288 sales als Estats Units el 17 d'agost de 1990. A diferència de les seves predecessores, va ser distribuïda per 20th Century Fox en comptes de Warner Bros. (tot i que alguns drets de distribució tornarien més tard a WB). La pel·lícula es va estrenar només un mes abans de la paròdia de L'Exorcista Reposseïda, protagonitzada per Linda Blair i Leslie Nielsen. Blair va afirmar que Exorcist III es va llançar amb pressa abans de Reposseïda, segrestant la publicitat d'aquesta última i forçant la comèdia a estrenar-se un mes més tard del que estava previst originalment.

### Resposta crítica
L’abril de 2023 el lloc web agregador de ressenyes Rotten Tomatoes va informar que el 57% dels crítics van donar comentaris positius a la pel·lícula basant-se en 44 ressenyes, amb una valoració de 5,70/10. El consens crític diu: "The Exorcist III és una seqüela literària i conversadora amb alguns moments de por que rivalitzen amb qualsevol cosa de l'original".
El crític de cinema britànic Mark Kermode el va anomenar "un refredador moderat i inquietant que estimula l'adrenalina i l'intel·lecte per igual", i el ressenyador de New York Times Vincent Canby va dir que "The Exorcist III és una pel·lícula millor i més divertida (intencionadament) que qualsevol de les seves predecessores".
El crític Brian McKay d'efilmcritic.com va remarcar que la pel·lícula "no és tan esgarrifosa com la primera història", però "és almenys una seqüela de qualitat", val la pena veure-la però pateix molts aspectes "desiguals".
L'escriptor de People Ralph Novak va començar la seva ressenya amb: "com a escriptor i director de cinema, William Peter Blatty és com el bon bessó de David Lynch: és excèntric, original, divertit i atrevit, però també té un sentit del gust, el ritme i la moderació, que vol dir que aquesta és una de les pel·lícules de terror més astutes, enginyoses, intenses i satisfactòries que s'han fet mai".
Owen Gleiberman d’Entertainment Weekly va escriure: "Si les seqüeles de la part II són generalment decebedores, les de la part III solen ser molt, molt pitjors. Pot semblar com si no hi hagués res. excepte murmuracions tènues sobre la pel·lícula original: murmuracions que majoritàriament et recorden allò que no s'està lliurant". A més, va titllar The Exorcist III com "un desastre gris cendra [que] té la sensació d'una lliçó de catecisme de malson, o una pel·lícula de terror feta per un monjo deprimit".
A la revista britànica Empire, el crític de cinema Kim Newman va afirmar que "la falla principal a Exorcist III és la trama del castell de cartes que està col·lapsant constantment".
Kevin Thomas de Los Angeles Times va qualificar The Exorcist III "una pel·lícula d'art elegant i maca" que "no funciona completament però ofereix molt més que innombrables i ambicioses pel·lícules".
Els públics enquestats per CinemaScore van donar a la pel·lícula una nota "C" en una escala d'A a F.

### Taquilla
The Exorcist III es va estrenar en primer lloc el cap de setmana d'obertura, guanyant 9.312.219 dòlars als Estats Units i al Canadà. Va recaptar un total de 26.098.824 dòlars als Estats Units i al Canadà i 18 milions de dòlars a nivell internacional per un total de 44 milions de dòlars a tot el món. Blatty va atribuir la seva pobre recaptació al títol imposat per Morgan Creek, havent pretès sempre que la pel·lícula conservés el títol de la novel·la. Durant el desenvolupament i la producció, la pel·lícula va ser sota diversos títols, inclòs The Exorcist: 1990. Morgan Creek i Fox van insistir a incloure la paraula Exorcista al títol, contra la qual el productor Carter DeHaven i Blatty van protestar:
| « | Quan estaven considerant títols els vaig suplicar que no li diguessin res Exorcista, perquè Exorcista II va ser un desastre més enllà de la imaginació. No es pot anomenar Exorcista III, perquè la gent evitarà la taquilla. Però van i l’anomenen Exorcista III. Llavors em van trucar després de la tercera setmana quan començava a desaparèixer a la taquilla i em van dir: "Et direm el motiu: et farà mal, això no t'agradarà; el motiu és "Exorcista II". No m'ho podia creure! Tenien una amnèsia total sobre les meves advertències! | » |

### Premis i nominacions
El 1991, la pel·lícula va guanyar un Premi Saturn de l'Acadèmia de Pel·lícules de Ciència Ficció, Fantasia i Terror, EUA, al Millor guió (William Peter Blatty) i va ser nominada al Millor actor secundari (Brad Dourif) i a la Millor pel·lícula de terror. George C. Scott també va ser nominat al Premi Golden Raspberry al pitjor actor, però va perdre davant Andrew Dice Clay per The Adventures of Ford Fairlane.